# Emmiltis teriolensis
Emmiltis teriolensis là một loài bướm đêm trong họ Geometridae.